# Danh sách tiểu hành tinh: 16401–16500
| Tên                   | Tên đầu tiên | Ngày phát hiện       | Nơi phát hiện            | Người phát hiện                  |
| --------------------- | ------------ | -------------------- | ------------------------ | -------------------------------- |
| 16401                 | 1984 SV5     | 21 tháng 9 năm 1984  | La Silla                 | H. Debehogne                     |
| 16402 -               | 1984 UR      | 16 tháng 10 năm 1984 | Anderson Mesa            | E. Bowell                        |
| 16403 -               | 1984 WJ1     | 20 tháng 11 năm 1984 | Caussols                 | C. Pollas                        |
| 16404                 | 1985 CM1     | 13 tháng 2 năm 1985  | La Silla                 | H. Debehogne                     |
| 16405                 | 1985 DA2     | 20 tháng 2 năm 1985  | La Silla                 | H. Debehogne                     |
| 16406 -               | 1985 PH      | 14 tháng 8 năm 1985  | Anderson Mesa            | E. Bowell                        |
| 16407 Oiunskij        | 1985 SV2     | 19 tháng 9 năm 1985  | Nauchnij                 | N. S. Chernykh, L. I. Chernykh   |
| 16408                 | 1986 AB      | 11 tháng 1 năm 1986  | Toyota                   | K. Suzuki, T. Urata              |
| 16409                 | 1986 CZ1     | 12 tháng 2 năm 1986  | La Silla                 | H. Debehogne                     |
| 16410                 | 1986 QU2     | 28 tháng 8 năm 1986  | La Silla                 | H. Debehogne                     |
| 16411                 | 1986 QY2     | 28 tháng 8 năm 1986  | La Silla                 | H. Debehogne                     |
| 16412 -               | 1986 WZ      | 25 tháng 11 năm 1986 | Kleť                     | Z. Vávrová                       |
| 16413 Abulghazi       | 1987 BA2     | 28 tháng 1 năm 1987  | La Silla                 | E. W. Elst                       |
| 16414 Le Procope      | 1987 QO5     | 25 tháng 8 năm 1987  | La Silla                 | E. W. Elst                       |
| 16415 -               | 1987 QE7     | 21 tháng 8 năm 1987  | Đài thiên văn Zimmerwald | P. Wild                          |
| 16416 -               | 1987 SM3     | 25 tháng 9 năm 1987  | Đài thiên văn Brorfelde  | P. Jensen                        |
| 16417 -               | 1987 SF5     | 30 tháng 9 năm 1987  | Brorfelde                | P. Jensen                        |
| 16418 Lortzing        | 1987 SD10    | 29 tháng 9 năm 1987  | Tautenburg Observatory   | F. Börngen                       |
| 16419 Kovalev         | 1987 SS28    | 24 tháng 9 năm 1987  | Nauchnij                 | L. V. Zhuravleva                 |
| 16420                 | 1987 UN1     | 28 tháng 10 năm 1987 | Kushiro                  | S. Ueda, H. Kaneda               |
| 16421 -               | 1988 BJ      | 22 tháng 1 năm 1988  | Haute Provence           | E. W. Elst                       |
| 16422                 | 1988 BT3     | 18 tháng 1 năm 1988  | La Silla                 | H. Debehogne                     |
| 16423                 | 1988 BZ3     | 19 tháng 1 năm 1988  | La Silla                 | H. Debehogne                     |
| 16424 -               | 1988 CD2     | 11 tháng 2 năm 1988  | La Silla                 | E. W. Elst                       |
| 16425 -               | 1988 CY2     | 11 tháng 2 năm 1988  | La Silla                 | E. W. Elst                       |
| 16426                 | 1988 EC      | 7 tháng 3 năm 1988   | Gekko                    | Y. Oshima                        |
| 16427 -               | 1988 EB2     | 13 tháng 3 năm 1988  | Đài thiên văn Brorfelde  | P. Jensen                        |
| 16428 -               | 1988 RD12    | 14 tháng 9 năm 1988  | Cerro Tololo             | S. J. Bus                        |
| 16429 -               | 1988 SB2     | 16 tháng 9 năm 1988  | Cerro Tololo             | S. J. Bus                        |
| 16430 -               | 1988 VB1     | 3 tháng 11 năm 1988  | Đài thiên văn Brorfelde  | P. Jensen                        |
| 16431 -               | 1988 VH1     | 6 tháng 11 năm 1988  | Yorii                    | M. Arai, H. Mori                 |
| 16432 -               | 1988 VL2     | 10 tháng 11 năm 1988 | Yorii                    | M. Arai, H. Mori                 |
| 16433                 | 1988 VX2     | 8 tháng 11 năm 1988  | Kushiro                  | S. Ueda, H. Kaneda               |
| 16434                 | 1988 VO3     | 11 tháng 11 năm 1988 | Gekko                    | Y. Oshima                        |
| 16435 Fándly          | 1988 VE7     | 7 tháng 11 năm 1988  | Piwnice                  | M. Antal                         |
| 16436                 | 1988 XL      | 3 tháng 12 năm 1988  | Gekko                    | Y. Oshima                        |
| 16437 -               | 1988 XX1     | 7 tháng 12 năm 1988  | Harvard Observatory      | Oak Ridge Observatory            |
| 16438 Knöfel          | 1989 AU6     | 11 tháng 1 năm 1989  | Tautenburg Observatory   | F. Börngen                       |
| 16439 Yamehoshinokawa | 1989 BZ      | 30 tháng 1 năm 1989  | Kitami                   | T. Fujii, K. Watanabe            |
| 16440                 | 1989 EN5     | 2 tháng 3 năm 1989   | Siding Spring            | R. H. McNaught                   |
| 16441 Kirchner        | 1989 EF6     | 7 tháng 3 năm 1989   | Tautenburg Observatory   | F. Börngen                       |
| 16442 -               | 1989 GM1     | 3 tháng 4 năm 1989   | La Silla                 | E. W. Elst                       |
| 16443 -               | 1989 GV1     | 3 tháng 4 năm 1989   | La Silla                 | E. W. Elst                       |
| 16444 Godefroy        | 1989 GW1     | 3 tháng 4 năm 1989   | La Silla                 | E. W. Elst                       |
| 16445 Klimt           | 1989 GN3     | 3 tháng 4 năm 1989   | La Silla                 | E. W. Elst                       |
| 16446 -               | 1989 MH      | 29 tháng 6 năm 1989  | Palomar                  | E. F. Helin                      |
| 16447 Vauban          | 1989 RX      | 3 tháng 9 năm 1989   | Haute Provence           | E. W. Elst                       |
| 16448 -               | 1989 RV2     | 7 tháng 9 năm 1989   | Kleť                     | A. Mrkos                         |
| 16449 Kigoyama        | 1989 SO      | 29 tháng 9 năm 1989  | Kitami                   | T. Fujii, K. Watanabe            |
| 16450 Messerschmidt   | 1989 SY2     | 16 tháng 9 năm 1989  | La Silla                 | E. W. Elst                       |
| 16451 -               | 1989 SO3     | 16 tháng 9 năm 1989  | La Silla                 | E. W. Elst                       |
| 16452 Goldfinger      | 1989 SE8     | 28 tháng 9 năm 1989  | Palomar                  | C. S. Shoemaker, E. M. Shoemaker |
| 16453                 | 1989 SW8     | 23 tháng 9 năm 1989  | La Silla                 | H. Debehogne                     |
| 16454 -               | 1989 TT2     | 3 tháng 10 năm 1989  | Cerro Tololo             | S. J. Bus                        |
| 16455                 | 1989 TK16    | 4 tháng 10 năm 1989  | La Silla                 | H. Debehogne                     |
| 16456 -               | 1989 UO      | 23 tháng 10 năm 1989 | Kani                     | Y. Mizuno, T. Furuta             |
| 16457                 | 1989 VF      | 2 tháng 11 năm 1989  | Kushiro                  | S. Ueda, H. Kaneda               |
| 16458                 | 1989 WZ2     | 21 tháng 11 năm 1989 | Gekko                    | Y. Oshima                        |
| 16459 Barth           | 1989 WE4     | 28 tháng 11 năm 1989 | Tautenburg Observatory   | F. Börngen                       |
| 16460                 | 1989 YF1     | 30 tháng 12 năm 1989 | Siding Spring            | R. H. McNaught                   |
| 16461                 | 1990 BO      | 21 tháng 1 năm 1990  | Kushiro                  | S. Ueda, H. Kaneda               |
| 16462                 | 1990 DZ1     | 24 tháng 2 năm 1990  | La Silla                 | H. Debehogne                     |
| 16463 Nayoro          | 1990 EK      | 2 tháng 3 năm 1990   | Kitami                   | K. Endate, K. Watanabe           |
| 16464 -               | 1990 EV1     | 2 tháng 3 năm 1990   | La Silla                 | E. W. Elst                       |
| 16465 -               | 1990 FV1     | 24 tháng 3 năm 1990  | Palomar                  | J. Mueller                       |
| 16466 Piyashiriyama   | 1990 FJ2     | 29 tháng 3 năm 1990  | Kitami                   | K. Endate, K. Watanabe           |
| 16467                 | 1990 FD3     | 16 tháng 3 năm 1990  | La Silla                 | H. Debehogne                     |
| 16468                 | 1990 HW1     | 27 tháng 4 năm 1990  | Siding Spring            | R. H. McNaught                   |
| 16469 -               | 1990 KR      | 21 tháng 5 năm 1990  | Palomar                  | E. F. Helin                      |
| 16470                 | 1990 OM2     | 29 tháng 7 năm 1990  | Palomar                  | H. E. Holt                       |
| 16471                 | 1990 OR3     | 27 tháng 7 năm 1990  | Palomar                  | H. E. Holt                       |
| 16472                 | 1990 OE5     | 27 tháng 7 năm 1990  | Palomar                  | H. E. Holt                       |
| 16473                 | 1990 QF2     | 22 tháng 8 năm 1990  | Palomar                  | H. E. Holt                       |
| 16474                 | 1990 QG3     | 28 tháng 8 năm 1990  | Palomar                  | H. E. Holt                       |
| 16475                 | 1990 QS4     | 24 tháng 8 năm 1990  | Palomar                  | H. E. Holt                       |
| 16476                 | 1990 QU4     | 24 tháng 8 năm 1990  | Palomar                  | H. E. Holt                       |
| 16477                 | 1990 QH5     | 25 tháng 8 năm 1990  | Palomar                  | H. E. Holt                       |
| 16478 -               | 1990 QS6     | 20 tháng 8 năm 1990  | La Silla                 | E. W. Elst                       |
| 16479 Paulze          | 1990 QK7     | 20 tháng 8 năm 1990  | La Silla                 | E. W. Elst                       |
| 16480 -               | 1990 QN7     | 20 tháng 8 năm 1990  | La Silla                 | E. W. Elst                       |
| 16481 -               | 1990 QU7     | 16 tháng 8 năm 1990  | La Silla                 | E. W. Elst                       |
| 16482 -               | 1990 QK8     | 16 tháng 8 năm 1990  | La Silla                 | E. W. Elst                       |
| 16483 -               | 1990 QX8     | 16 tháng 8 năm 1990  | La Silla                 | E. W. Elst                       |
| 16484 -               | 1990 QJ9     | 16 tháng 8 năm 1990  | La Silla                 | E. W. Elst                       |
| 16485                 | 1990 RG2     | 14 tháng 9 năm 1990  | Palomar                  | H. E. Holt                       |
| 16486                 | 1990 RM3     | 14 tháng 9 năm 1990  | Palomar                  | H. E. Holt                       |
| 16487                 | 1990 RV5     | 8 tháng 9 năm 1990   | La Silla                 | H. Debehogne                     |
| 16488                 | 1990 RX8     | 13 tháng 9 năm 1990  | Palomar                  | H. E. Holt                       |
| 16489                 | 1990 SG      | 17 tháng 9 năm 1990  | Siding Spring            | R. H. McNaught                   |
| 16490                 | 1990 ST2     | 18 tháng 9 năm 1990  | Palomar                  | H. E. Holt                       |
| 16491                 | 1990 SA3     | 18 tháng 9 năm 1990  | Palomar                  | H. E. Holt                       |
| 16492 -               | 1990 SQ5     | 22 tháng 9 năm 1990  | La Silla                 | E. W. Elst                       |
| 16493 -               | 1990 SB6     | 22 tháng 9 năm 1990  | La Silla                 | E. W. Elst                       |
| 16494 Oka             | 1990 SP8     | 22 tháng 9 năm 1990  | La Silla                 | E. W. Elst                       |
| 16495 -               | 1990 SR8     | 22 tháng 9 năm 1990  | La Silla                 | E. W. Elst                       |
| 16496 -               | 1990 SS8     | 22 tháng 9 năm 1990  | La Silla                 | E. W. Elst                       |
| 16497 -               | 1990 SU8     | 22 tháng 9 năm 1990  | La Silla                 | E. W. Elst                       |
| 16498 Passau          | 1990 SX8     | 22 tháng 9 năm 1990  | La Silla                 | E. W. Elst                       |
| 16499 -               | 1990 SU9     | 22 tháng 9 năm 1990  | La Silla                 | E. W. Elst                       |
| 16500                 | 1990 SX10    | 16 tháng 9 năm 1990  | Palomar                  | H. E. Holt                       |